# Estadio HŠK Zrinjski
El Stadion HŠK Zrinjski, también conocido popularmente como estadio Bijeli Brijeg (en bosnio: Stadion pod Bijelim Brijegom) es un estadio de fútbol de la ciudad de Mostar, Bosnia y Herzegovina. El estadio, cuyo nombre no oficial —Bijeli Brijeg— significa "colina blanca", fue inaugurado en 1958 y es propiedad de uno de los clubes de la ciudad, el HŠK Zrinjski Mostar, donde disputa sus partidos como local.
El estadio cuenta con una capacidad de 25 000 (9.000) espectadores y es el segundo con más aforo de Bosnia y Herzegovina tras el estadio Koševo de Sarajevo.

## Historia
El estadio fue inaugurado el 7 de septiembre de 1958 en la zona oeste de Mostar y fue sede del Velež Mostar. En 1992, durante la guerra de Bosnia, el estadio fue atacado en numerosas ocasiones causando importantes daños en el edificio de la administración.
En 1994, el HŠK Zrinjski Mostar, que había estado prohibido durante el régimen comunista de Yugoslavia, fue readmitido en la competición y se estableció definitivamente en el estadio
1. ↑  «Rođeni se prisjetili otvaranja stadiona Pod Bijelim brijegom i pobjede nad Željom». klix.ba. Consultado el 7 de septiembre de 2019.

.

## Equipamiento
El estadio cuenta con una capacidad de 25 000 espectadores, de los cuales 9000 son con asientos de plástico y 800 plazas son cubiertas. Las gradas se distribuyen en dos tribunas; una en el oeste, con asientos y parte techada, y al este, sin asientos de plástico individuales. La iluminación en el estadio cumple con los requisitos para la celebración de partidos nocturnos, tanto en el campeonato doméstico como en competiciones europeas.
Detrás de la portería sur hay un campo adicional de entrenamiento. El estadio cuenta con una pista de atletismo y puede albergar competencias atléticas.

## Imágenes

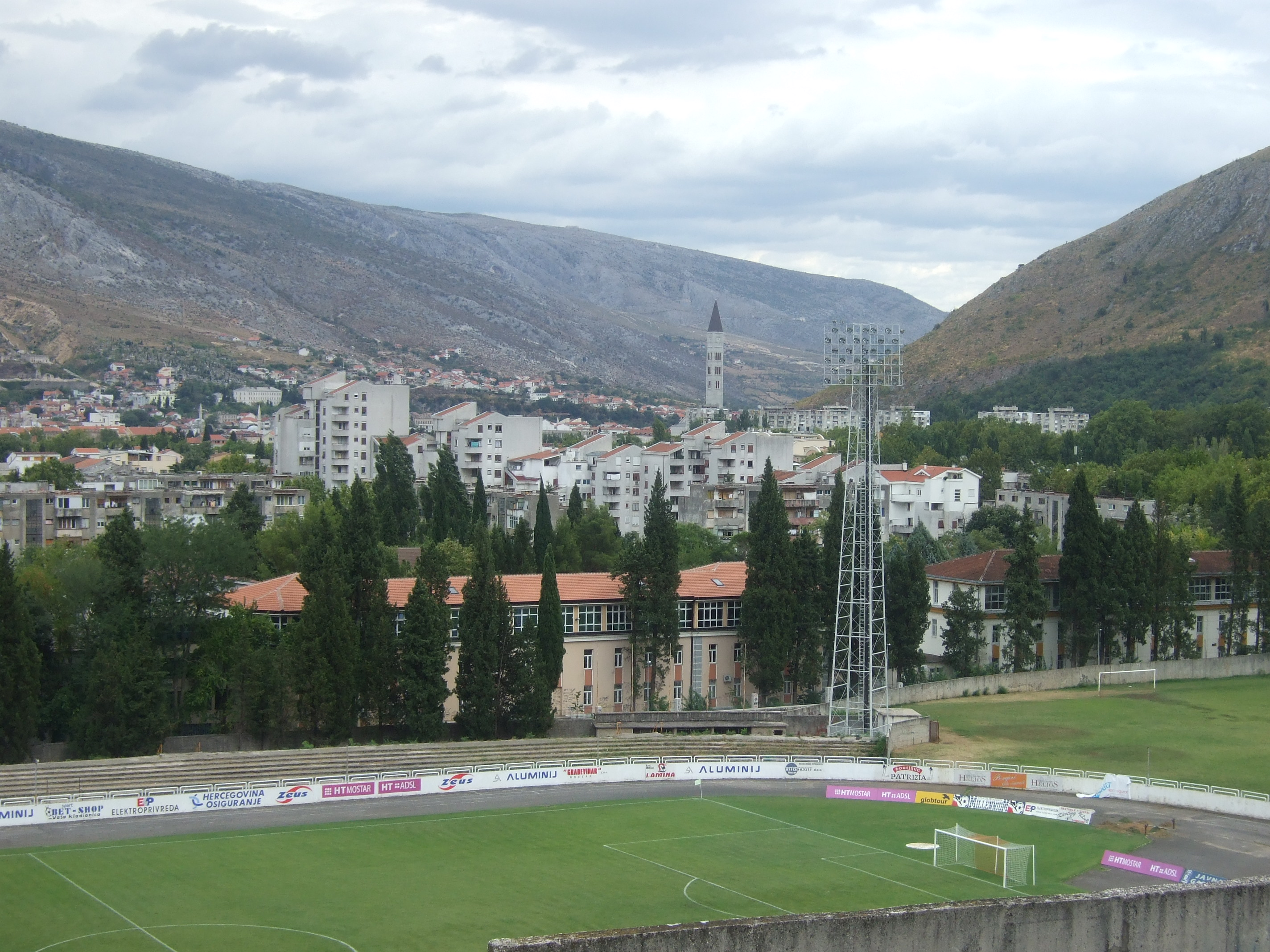
Vista aérea del estadio.
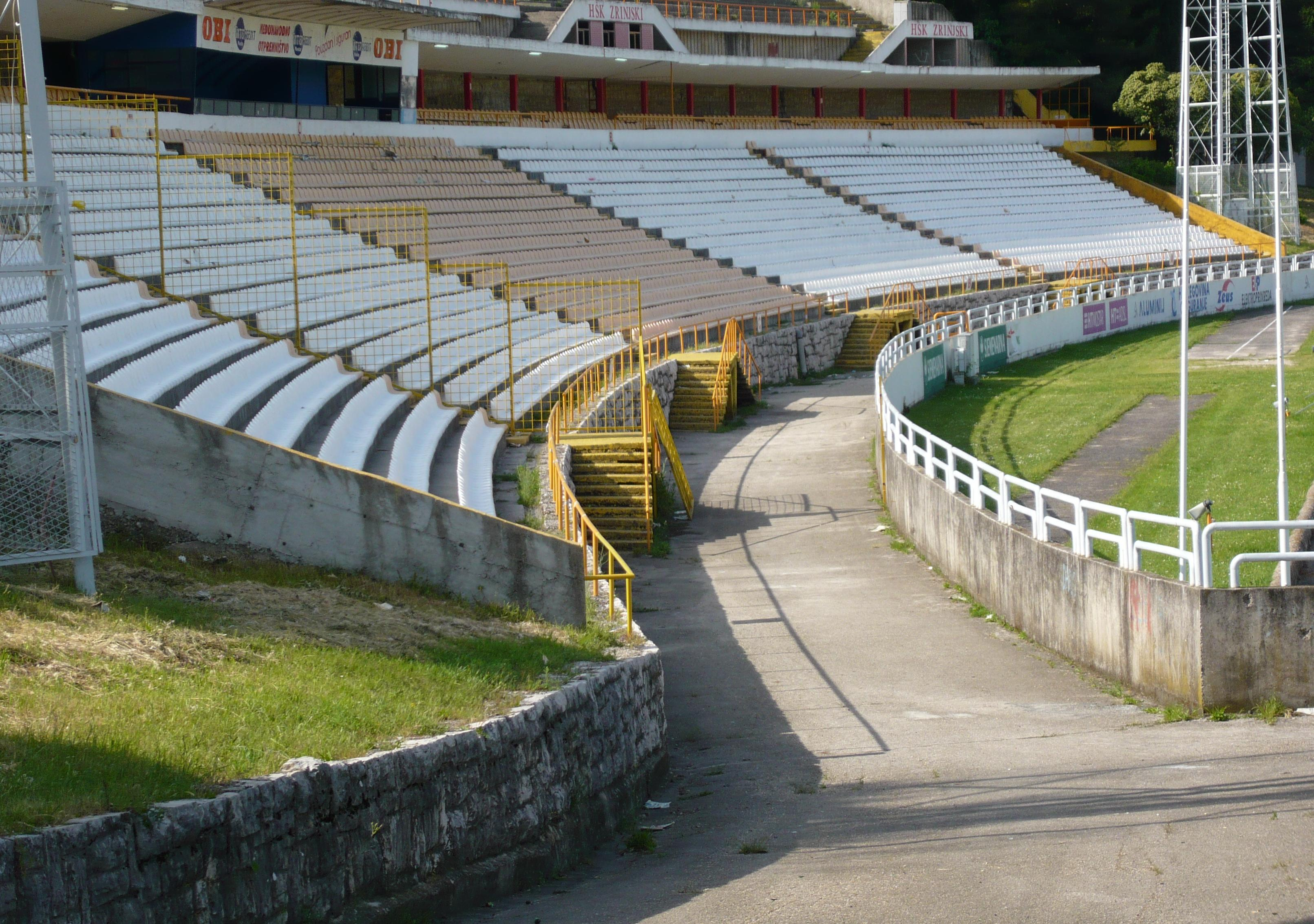
Gradas inferiores de la tribuna oeste.
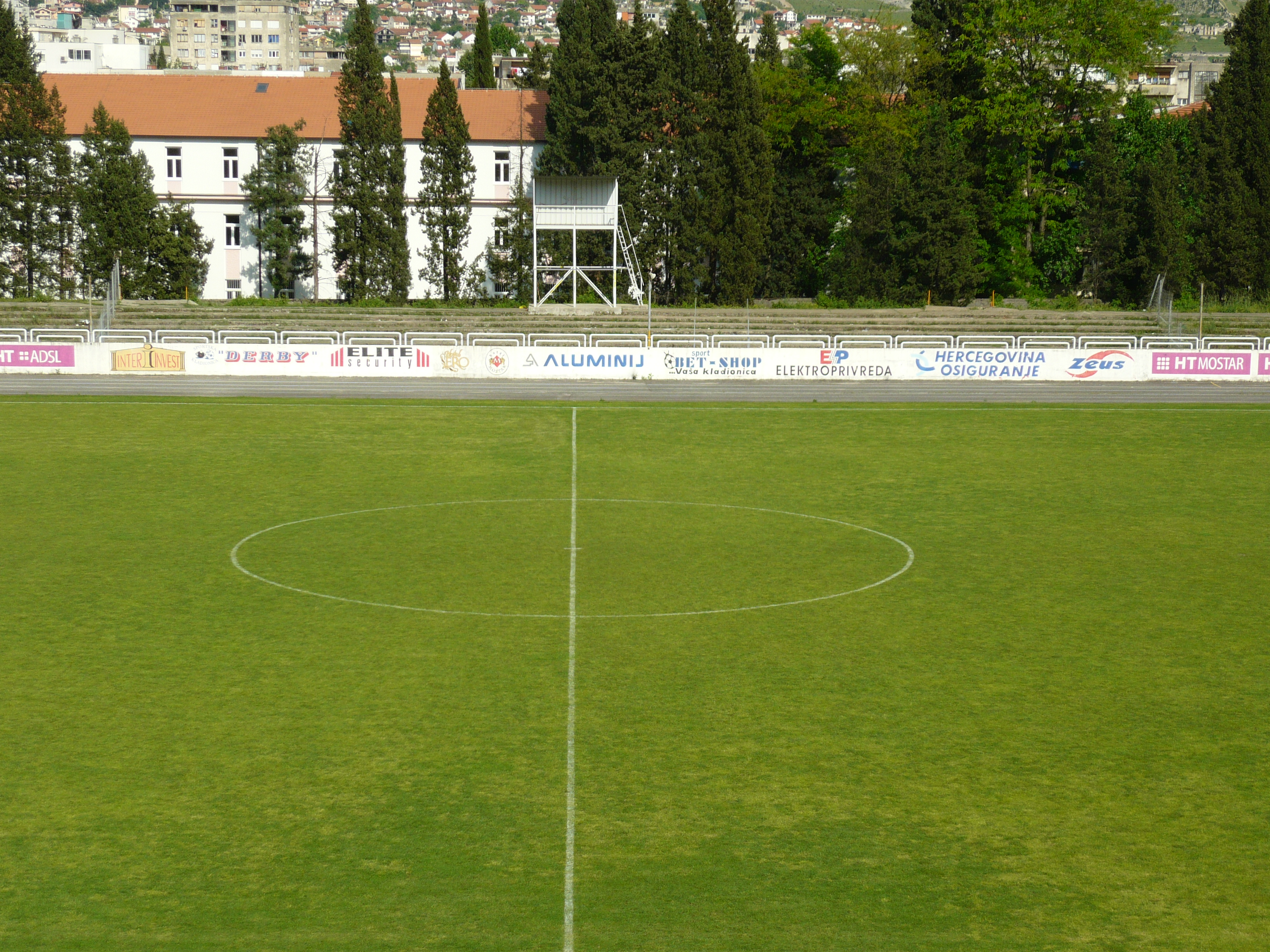
Terreno de juego.
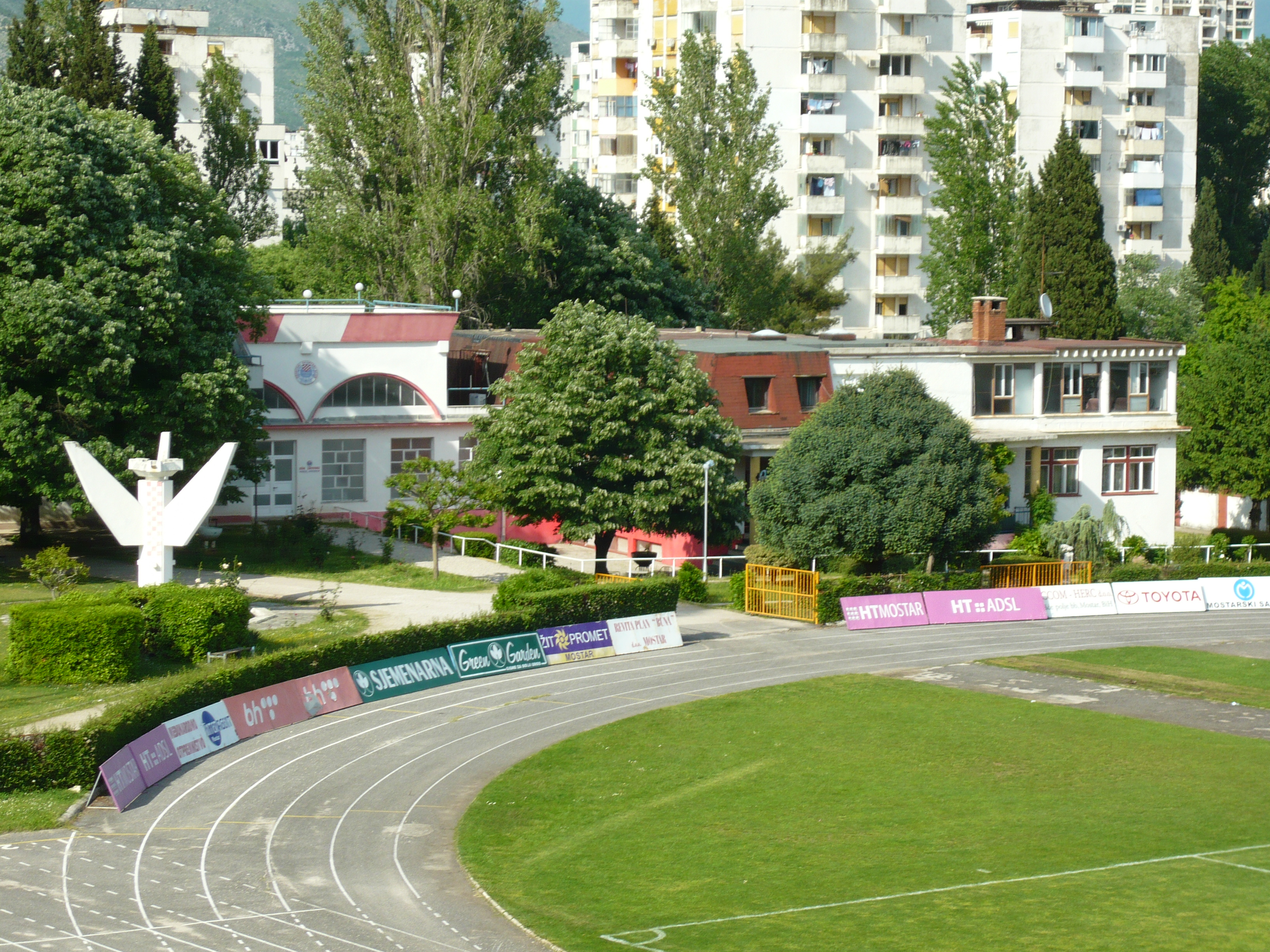
Edificio de la administración del club.